# كدريش
كدريش قرية سوريّة تتبع إداريّاً لمحافظة حلب منطقة أعزاز ناحية أخترين، بلغ تعداد سكانها 766 نسمة حسب التعداد السكاني لعام 2004.